# Georg Karl Wisner von Morgenstern
Georg Karl Wisner von Morgenstern (auch Juraj Karlo; * 16. Dezember 1783 in Arad; † 14. Mai 1855 in Zagreb) war Komponist, Dirigent und Musikpädagoge.

## Leben
Der aus der ungarischen Adelsfamilie Wisner von Morgenstern stammende Musiker wurde vermutlich von Bischof Maximilian Vrhovac um 1819 als Choralist der Agramer Dommusik eingestellt. Er spielte alsbald eine herausragende Rolle in der Musikszene von Zagreb, spielte in einem Streichquartett und war an zahlreichen Musikaufführungen als Solist oder Dirigent beteiligt. Zugleich war er ein bedeutender Musiklehrer. Zu seinen Schülern zählten Josip Juratović, Ivan Padovec, Fortunat Pintaric, Franjo Pokorni und Vatroslav Lisinski, der Komponist der kroatischen Nationaloper Ljubav i zloba (Liebe und Arglist), an deren Instrumentation Wisner von Morgenstern maßgeblich mitwirkte.
Neben zwei Opern (Vanda und Alexis) in deutscher Sprache komponierte Wisner von Morgenstern auch Orchesterwerke und Kirchenmusik. Für eine Tanzunterhaltung entstand eine Sammlung von Walzern und Trios, in der die österreichische Kaiserhymne als Walzer zu hören ist.

## Werke
- Requiem für zwei Tenöre, zwei Bässe, Orchester und Orgel, 1823
- Choralgesänge zur Rorate arrangirt für vier Stimmen, 1826
- Alexis, Oper nach dem Drama Viola von Joseph von Auffenberg, 1826
- Messe in B-Dur, 1827
- Hochgepriesenes Zauberreich der Töne, Kantate für Chor und Orchester, 1827
- Musik für das Historienspiel Die Magdalenengrotte
- Solemne Messe für Sopran, Alt, Tenor, Bass, Orchester und Orgel
- Solemne Messe (Es-Dur) für gemischten Chor und Orchester, 1829
- Sechs Walzer samt Trios, 1830–1832
- Offertorium de Tempore "Domine, Dominus noster quam admirabile est nomen tuum" für Sopran-Solo, gemischten Chor und Orchester, 1833
- Große Serenade für das Orchester, 1836
- Streichquintett
- Miserere a tre voci, 1839
- Graduale et Offertorium paschale (Es-Dur) für gemischten Chor, Orgel und Orchester
- Veni sancte spiritus (D-Dur) für gemischten Chor, Orgel und Orchester
- Ave Maria für Sopran, Violine-Solo und Orgel (oder Orchester)
- Te Deum (Christus natus est) für gemischten Chor, Orgel und Orchester, 1849
- Tantum ergo
- Aria Poeta O nas slavni Oce
- Solemne Messe (As-Dur) für Sopran, Alt, Tenor, Bass, Orchester und Orgel, 1855
- Konzertante Serenade (Concertant-Serenade)
- Ouvertur für großes Orchester
- Solo Concertante für Viola und Streichquartett
- Variations brillantes et favorites für Klarinette und Orchester